# Julian Lenz
Julian Lenz (* 17. Februar 1993 in Gießen) ist ein deutscher Tennisspieler.

## Karriere
Mit Robin Kern zusammen gewann Julian Lenz 2011 den Junioren-Doppeltitel der US Open. Insgesamt kam er auf den Karrierehöchstwert von Rang 29 in der Junior-Rangliste und spielte bei jedem der vier Grand-Slam-Turniere.
Mit Beendigung seiner Juniorenlaufbahn und dem Abschluss seines Abiturs begann er 2012 ein Studium an der Baylor University, für die er ein Stipendium erhielt, in Texas mit dem Schwerpunkt Finance. Dort spielte er auch College Tennis. Das Studium schloss er 2016 ab.
Bei Profiturnieren erstmals regelmäßig ging Lenz ab Mitte 2016 an den Start. Bereits dreimal hatte er bis dahin in einem Finale auf der drittklassigen ITF Future Tour gestanden, jedoch stets unterlegen. Außerdem wurde er mehrmals Hessenmeister. Das beste Resultat auf der höher dotierten ATP Challenger Tour erreichte er 2014 in Napa mit einem Viertelfinale. 2017 gewann der Grünberger im Einzel zwei Futures, woraufhin er das Jahr mit Platz 516 am bislang besten platziert in der Weltrangliste abschließen konnte. Auch im Doppel standen drei Titel zu Buche. 2018 beim Challenger in Marburg zog Lenz – mit einer Wildcard gestartet – in sein erstes Halbfinale ein, wo er Hugo Dellien unterlag. Mit einem weiteren Future-Titel sowie dem Challenger-Halbfinaleinzug 2019 in Parma schaffte er den Sprung auf Rang 340, sein Karrierehoch. Im Juli 2019 gibt er sein Debüt auf der ATP Tour bei den Hamburg European Open, nachdem er jeweils dank einer Wildcard in der Einzel- und Doppelqualifikation stehend alle seine Matches gewonnen hatte. Mit seinem Sieg gegen Gianluca Mager (Nr. 142 der Welt) schlug er zudem seinen am höchsten jemals notierten Gegner. Während er im Einzel im Hauptfeld gegen Fabio Fognini mit 4:6 und 4:6 unterlag, schlug er im Doppel mit Daniel Masur die Zverev-Brüder Alexander und Mischa, ehe er im Viertelfinale verlor. In Einzel und Doppel stand er danach auf seinem Karrierehoch in der Weltrangliste.

## Erfolge
| Legende (Anzahl der Siege)  |
| Grand Slam                  |
| ATP World Tour Finals       |
| ATP World Tour Masters 1000 |
| ATP World Tour 500          |
| ATP World Tour 250          |
| ATP Challenger Tour (2)     |

### Doppel

#### Turniersiege
| Nr. | Datum           | Turnier | Belag | Partner       | Finalgegner                           | Ergebnis         |
| --- | --------------- | ------- | ----- | ------------- | ------------------------------------- | ---------------- |
| 1.  | 21. Mai 2021    | Biella  | Sand  | Evan King     | Karol Drzewiecki Sergio Martos Gornés | 3:6, 6:3, [11:9] |
| 2.  | 2. Oktober 2021 | Lima    | Sand  | Gerald Melzer | Nicolás Barrientos Fernando Romboli   | 7:64, 7:63       |